# American Association 1885
American Association 1885 var den fjerde sæson i baseballligaen American Association. Ligaen havde deltagelse af otte hold, som hver skulle spille 112 kampe i perioden 18. april – 5. oktober 1885. I forhold til den forrige sæson var ligaen blevet reduceret, idet følgende fem hold var blevet skåret væk:
- Columbus Buckeyes, som lukkede efter 1884-sæsonen og solgte alle sine spillere til Pittsburgh Alleghenys. Dermed fik holdet kun to sæsoner i ligaen.
- Toledo Blue Stockings, som dermed kun fik én sæson i ligaen.
- Washington Statesmen, som selv trak sig fra ligaen i løbet af 1884-sæsonen.
- Indianapolis Hoosiers, som dermed kun fik én sæson i ligaen.
- Richmond Virginians, der ikke fik forlænget aftalen med ligaen efter sæsonen før at have erstattet Washington Statesmen.

Mesterskabet blev vundet af St. Louis Browns, som vandt 79 og tabte 33 kampe, og som dermed sikrede sig sit første mesterskab i American Association. På vejen mod mesterskabet vandt Browns 27 hjemmekampe i træk i perioden 26. april – 5. oktober 1885. Det var en ny Major League Baseball-rekord for flest hjemmesejre i træk, og pr. 2012 er rekorden endnu ikke er blevet slået.

## Resultater
| Plac. | Hold                   | Kampe | Vundne | Uafgj. | Tabte | Proc.  |
| ----- | ---------------------- | ----- | ------ | ------ | ----- | ------ |
| 1.    | St. Louis Browns       | 112   | 79     | 0      | 33    | 70,5 % |
| 2.    | Cincinnati Reds        | 112   | 63     | 0      | 49    | 56,3 % |
| 3.    | Pittsburgh Alleghenys  | 111   | 56     | 0      | 55    | 50,5 % |
| 4.    | Philadelphia Athletics | 113   | 55     | 1      | 57    | 49,1 % |
| 5.    | Brooklyn Grays         | 112   | 53     | 0      | 59    | 47,3 % |
| 6.    | Louisville Colonels    | 112   | 53     | 0      | 59    | 47,3 % |
| 7.    | New York Metropolitans | 108   | 44     | 0      | 54    | 40,7 % |
| 8.    | Baltimore Orioles      | 110   | 41     | 1      | 68    | 37,6 % |